# Kylor Kelley
Kylor Kelley (Logan, 26 agosto 1997) è un cestista statunitense.

## Carriera
Dopo aver iniziato la carriera professionistica con gli Austin Spurs, il 21 luglio 2021 firma con i London Lions. Il 29 agosto 2022 si trasferisce ai Bakken Bears.
Il 7 maggio 2025, firma un contratto, fino al termine della stagione, con la Pallacanestro Trieste. 

## Statistiche

### College
| Anno      | Squadra            | PG | PT | MP   | TC%  | 3P% | TL%  | RP  | AP  | PRP | SP  | PP   |
| --------- | ------------------ | -- | -- | ---- | ---- | --- | ---- | --- | --- | --- | --- | ---- |
| 2018-2019 | Oregon St. Beavers | 31 | 25 | 23,5 | 65,4 | -   | 61,3 | 5,0 | 0,4 | 0,3 | 3,4 | 7,7  |
| 2019-2020 | Oregon St. Beavers | 31 | 31 | 29,1 | 60,4 | 0,0 | 68,1 | 5,3 | 0,9 | 0,3 | 3,5 | 11,1 |
| Carriera  | Carriera           | 62 | 56 | 26,3 | 62,4 | 0,0 | 65,7 | 5,1 | 0,7 | 0,3 | 3,4 | 9,4  |

### NBA

#### Regular Season
| Anno      | Squadra          | PG | PT | MP   | TC%  | 3P% | TL%  | RP  | AP  | PRP | SP  | PP  |
| --------- | ---------------- | -- | -- | ---- | ---- | --- | ---- | --- | --- | --- | --- | --- |
| 2024-2025 | Dallas Mavericks | 8  | 1  | 8,4  | 76,9 | -   | 66,7 | 2,6 | 0,3 | 0,0 | 0,3 | 3,0 |
| 2024-2025 | N.O. Pelicans    | 3  | 1  | 19,7 | 44,4 | -   | 50,0 | 6,0 | 1,0 | 0,3 | 0,3 | 3,3 |
| Carriera  | Carriera         | 11 | 2  | 11,5 | 63,6 | -   | 60,0 | 3,5 | 0,5 | 0,1 | 0,3 | 3,1 |

### G League
| Anno      | Squadra          | PG  | PT | MP   | TC%  | 3P% | TL%  | RP  | AP  | PRP | SP  | PP   |
| --------- | ---------------- | --- | -- | ---- | ---- | --- | ---- | --- | --- | --- | --- | ---- |
| 2020-2021 | Austin Spurs     | 14  | 10 | 11,3 | 59,5 | -   | 100  | 2,5 | 0,6 | 0,0 | 0,5 | 3,6  |
| 2022-2023 | Raptors 905      | 21  | 5  | 15,3 | 62,5 | -   | 56,3 | 5,0 | 0,9 | 0,2 | 1,3 | 7,5  |
| 2023-2024 | Maine Celtics    | 41  | 16 | 20,4 | 65,0 | -   | 65,7 | 5,7 | 1,2 | 0,2 | 2,6 | 7,8  |
| 2024-2025 | South Bay Lakers | 32  | 27 | 26,6 | 68,2 | 0,0 | 51,1 | 7,2 | 1,5 | 0,3 | 2,5 | 11,5 |
| Carriera  | Carriera         | 108 | 58 | 20,1 | 65,5 | 0,0 | 58,6 | 5,6 | 1,2 | 0,2 | 2,0 | 8,3  |